# Chrystocentryzm
Chrystocentryzm – nurt w teologii chrześcijańskiej (protestanckiej i katolickiej) uznający, że Jezus Chrystus zajmuje centralne miejsce w historii zbawienia i w świecie. 
Za twórcę terminu uważany jest włoski teolog Giovanni Moioli. Wyróżniał on chrystocentryzm przedmiotowy i podmiotowy. Przedmiotowy wskazuje na centralną rolę Chrystusa w całokształcie teologii chrześcijańskiej, tzn. jest zasadą porządkującą teologię i orientującą ją na Chrystusa. Podmiotowy zaś wskazuje na Chrystusa jako centralną postać w życiu i postępowaniu chrześcijanina, tzn. postać ukierunkowującą życiowo człowieka wierzącego.